# Endoreična kotlina
Endoreična kotlina (iz grščine ἔνδον, éndon, "znotraj" in "ῥεῖν", rheîn, "teči") je zaprta drenažna kotlina, ki zadržuje vodo in ne omogoča iztoka v zunanje vodne tokove, kot so reke in morja. Namesto tega zadržuje vodo v jezerih ali močvirjih, ki so lahko stalna ali sezonska. Ravnotežje vode vzdržujejo z izparevanjem. Take kotline se imenujejo tudi "zaprte" ali "terminalne" ali "interni drenažni sistem".
Endoreična vodna telesa vključujejo nekaj največjih jezer na svetu, kot je Kaspijsko jezero, največje celinsko vodno telo na svetu.
Kotline s podzemnimi izlivi, ki sčasoma vodijo v ocean, se na splošno ne štejejo za endoreične;ref>American Meteorological Society, Meteorology Glossary, s.v. 'endorheic lake'</ref> so kriptoreične.

## Etimologija
Izraz je bil izposojen iz francoščine endor(rh)éisme, skovan iz kombinirane oblike endo- (iz starogrščine: ἔνδον éndon 'znotraj') in ῥεῖν rheîn 'teči'.

## Endoreična jezera
Endoreična jezera (imenovana tudi terminalna jezera) so vodna telesa, ki se ne iztekajo v morje. Večina vode, ki pade na Zemljo, najde pot do oceanov skozi mrežo rek, jezer in mokrišč. Vendar pa obstaja razred vodnih teles, ki so v zaprtih ali endoreičnih povodjih, kjer topografija preprečuje njihovo odtekanje v oceane. Ta endoreična povodja se pogosto imenujejo ponori.
Endoreična jezera so običajno v notranjosti kopnega, daleč od oceana na območjih z relativno nizko količino padavin. Njihova porečja so pogosto omejena z naravnimi geološkimi kopenskimi formacijami, kot je gorovje, ki preprečuje izstop vode v ocean. Celinska voda teče v suha porečja, kjer voda izhlapi, pri čemer ostane visoka koncentracija mineralov in drugih produktov erozije dotoka. Sčasoma lahko ta vnos produktov erozije povzroči, da endoreično jezero postane relativno slano ("slano jezero"). Ker so glavne odtočne poti teh jezer predvsem z izhlapevanjem in pronicanjem, so endoreična jezera običajno bolj občutljiva na vnos onesnaževal okolja kot vodna telesa, ki imajo dostop do oceanov, saj se onesnaženje lahko ujame v njih in se sčasoma kopiči.

## Pojav
Endoreične regije se lahko pojavijo v katerem koli podnebju, vendar jih najpogosteje najdemo na puščavskih lokacijah. To odraža ravnovesje med tektonskim pogrezanjem ter stopnjami izhlapevanja in sedimentacije. Kjer se dno kotline spušča hitreje, kot se voda in sedimenti lahko kopičijo, bo vsako jezero v porečju ostalo pod nivojem praga (nivo, na kateri lahko voda najde pot iz kotline). Nizka količina padavin ali hitro izhlapevanje v porečju dajejo prednost temu primeru. Na območjih, kjer je padavin več, bo obrežna erozija na splošno izrezala odvodne kanale (zlasti v času poplav) ali povzročila dvig gladine vode v končnem jezeru, dokler ne najde iztoka, kar bo razbilo geografsko oviro zaprtega endoreičnega hidrološkega sistema in jo odprlo na okoliški teren. Črno morje je bilo verjetno tako jezero, saj je bilo nekoč neodvisen hidrološki sistem, preden je Sredozemsko morje prebilo teren, ki ju ločuje. Jezero Bonneville je bilo še eno takšno jezero, ki je v poplavi Bonneville preplavilo porečje. Jezerski sistem Malheur/Harney v Oregonu je običajno odrezan od odtoka v ocean, vendar ima iztočni kanal v reko Malheur. To je trenutno suho, vendar je morda teklo že pred 1000 leti.
Primeri sorazmerno vlažnih območij v endoreičnih kotlinah pogosto obstajajo na visoki nadmorski višini. Te regije so običajno močvirnate in so v vlažnih letih izpostavljene večjim poplavam. Območje z Ciudad de Mexicom je en tak primer z letnimi padavinami 850 mm in zanj so značilna premočena tla, ki zahtevajo izsuševanje.
Endoreične regije so po navadi daleč v notranjosti, njihove meje pa določajo gore ali druge geološke značilnosti, ki jim blokirajo dostop do oceanov. Ker se pritekajoča voda lahko evakuira le s pronicanjem ali izhlapevanjem, se v bazenu nabirajo posušeni minerali ali drugi produkti, ki sčasoma postanejo slani in bazen postane ranljiv za onesnaževanje. Celine se razlikujejo po koncentraciji endoreičnih regij zaradi geografskih in podnebnih razmer. Avstralija ima najvišji odstotek endoreičnih regij z 21 odstotki, medtem ko ima Severna Amerika najmanj pet odstotkov. Približno 18 odstotkov zemeljskega kopnega odteče v endoreična jezera ali morja, največje od teh kopenskih območij je notranjost Azije.
V puščavah je dotok vode nizek in izgube zaradi sončnega izhlapevanja velike, kar drastično zmanjša nastanek popolnih drenažnih sistemov. V skrajnem primeru, kjer ni opaznega drenažnega sistema, je kotlina opisana kot arheična. Zaprta območja vodnega toka pogosto vodijo do koncentracije soli in drugih mineralov v kotlini. Minerali, izluženi iz okoliških kamnin, se odlagajo v bazenu in ostanejo, ko voda izhlapi. Tako endoreične kotline pogosto vsebujejo obsežne soline (imenovane tudi slana jezera, alkalne ravnice, suhe jezerske struge ali playas). Ta območja so po navadi velike, ravne utrjene površine in se včasih uporabljajo za letalske vzletno-pristajalne steze ali poskuse rekordov kopenske hitrosti zaradi obsežnih površin popolnoma ravnega terena.
Nekatere endoreične kotanje so v bistvu stabilne, podnebne spremembe so zmanjšale količino padavin do stopnje, da se jezero ne tvori več. Tudi najbolj trajna endoreična jezera sčasoma dramatično spremenijo velikost in obliko, pogosto postanejo veliko manjša ali se v sušnem obdobju razbijejo na več manjših delov. Ker so se ljudje razširili na prej nenaseljena puščavska območja, so bili rečni sistemi, ki napajajo številna endoreična jezera, spremenjeni z izgradnjo jezov in akvaduktov. Posledično so se mnoga endoreična jezera v razvitih državah ali državah v razvoju močno skrčila, kar je povzročilo povečano slanost, višje koncentracije onesnaževal in motnje ekosistemov.